# Allen Curnow
Allen Curnow, född 17 juni 1911 i Timaru, död 23 september 2001, var en nyzeeländsk poet. Hans skrev allvarlig poesi under sitt riktiga namn och lättsamma satiriska dikter under pseudonymen Whim Wham.

## Liv och gärning
Allen Curnow läste teologi för att bli präst men övergav den idén i början av 1930-talet. Under studietiden påverkades han av filosofen R.P. Anschutz och poeterna R.A.K. Mason och A.R.D. Fairburn. Han arbetade som journalist när hans första diktsamling gavs ut 1933. Curnows tidiga dikter handlar om Nya Zeeland och landets egenskaper. I förordet till antologin A book of New Zealand verse 1923–45, som Curnow redigerade, argumenterade han för att nyzeeländska författare bör fokusera på att förstå sitt eget land istället för att imitera brittisk poesi. Curnow och hans idéer hade under en tid stort inflytande på samtida nyzeeländsk litteratur. Under 1950-talet blev Curnows poesi gradvis mer inåtriktad. Han beskrev detta som att övergå från "frågor som är offentliga och möjliga att besvara" till att behandla "frågor som alltid är privata och obesvarbara".
Under pseudonymen Whim Wham skrev han satiriska och lättsamma dikter för flera olika tidningar. Mellan 1937 och 1988 publicerade han 2250 dikter under denna pseudonym.